# Bruno Manser

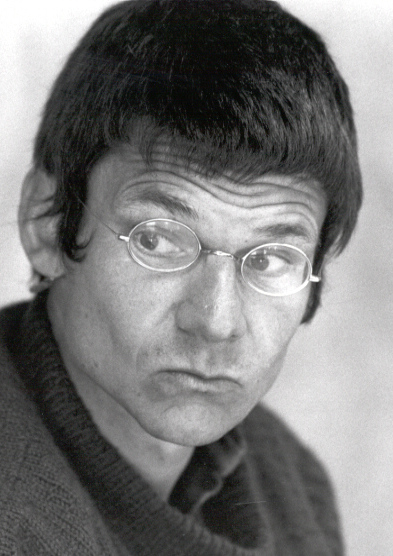
Bruno Manser (1993)

Bruno Manser (25 augustus 1954 – doodverklaard 10 maart 2005) was een Zwitsers milieuactivist. Van 1984 tot 1990 verbleef hij bij de Penan in Sarawak, Maleisië, en organiseerde hij verscheidene blokkades tegen houthakbedrijven. Nadat hij in 1990 de bossen verliet, was hij actief als activist voor het behoud van het regenwoud en de rechten van de inheemse bevolking, met name het Penanvolk. Dit bracht hem in conflict met de overheid van Maleisië. Hij was de grondlegger van de Zwitserse niet-gouvernementele organisatie (NGO) Bruno Manser Fonds in 1991. Manser verdween tijdens zijn laatste reis naar Sarawak in mei 2000 en is in 2005 doodverklaard nadat hij na diverse zoekacties niet werd gevonden.

## Jeugd en opleiding
Bruno Manser werd geboren in Bazel op 25 augustus 1954 in een familie van drie meisjes en twee jongens. Tijdens zijn jeugd wilden zijn ouders dat hij dokter werd, dus hij ging na zijn schoolperiode geneeskunde studeren.
Op zijn negentiende zat Manser drie maanden gevangen in Luzern, omdat hij weigerde zijn militaire dienstplicht te vervullen. Nadat hij de gevangenis verliet in 1973 werkte hij twaalf jaar lang als herder in de Zwitserse Alpen. Hij raakte geïnteresseerd in handwerk, therapie en speleologie, bewerkte leer, hield bijen en maakte zijn eigen kleding en schoenen.
Op zijn dertigste ging Manser naar Borneo, op zoek naar een eenvoudiger leven.

## Op zoek naar de Penanstam
In 1983 ging Manser naar Terengganu, Maleisië, waar hij bij een familie verbleef. In 1984 ontdekte Manser de Penanstam. Nadat hij meer over deze stam te weten kwam besloot hij een paar jaar te leven bij de Penanstam. In 1984 ging hij op een toeristenvisum naar Sarawak. In eerste instantie probeerde de Penan bevolking hem te negeren maar na enige tijd accepteerde de stam hem alsof hij familie was. In augustus 1984 ging Manser naar Kota Kinabalu, Sabah om een visum te krijgen om Indonesië te bezoeken. Met het Indonesische visa stak hij via Kalimantan illegaal de grens over naar Long Seridan, Sarawak. Zijn Maleisische visa verliep op 31 december 1984.

## Leven met de Penans
Manser leerde overlevingsvaardigheden en maakte zichzelf volledig vertrouwd met de cultuur en taal van de Penans. Zijn keuze om als lid van de Penan te leven werd bespot in het westen, waar hij 'White Tarzan' (blanke Tarzan) werd genoemd. Binnen de stam stond hij echter bekend als 'Laki Penan' (Penanman) en werd hij volledig opgenomen door de Penanbevolking.
Gedurende het zesjarig verblijf van Manser bij de Penan, van 1984 tot 1990, maakte Manser notitieboeken met tekeningen, notities en foto's. Deze notitieboeken zijn later gepubliceerd door uitgever Christoph Merian Verlag in Bazel.
In 1988 probeerde Bruno Manser de top van de Bukit Batu Lawi te bereiken, zonder succes: hij hing 24 uur lang aan een touw zonder mogelijkheid zich ergens anders aan vast te houden. In 1989 werd Manser gebeten door een Aziatische langpuntslang maar hij kon deze beet zelf behandelen. Ook kreeg hij malaria tijdens het leven in de jungles.
De ontbossing van de oerbossen van Sarawak begonnen tijdens het verblijf van Manser bij de Penan. Dit zorgde voor minder gewassen, vervuild drinkwater, minder dieren om op te jagen en schending van hun leefgebied. Manser werkte samen met Along Sega om de Penanstam te leren de weg te blokkeren tegen de oprukkende houthakkers. Manser organiseerde zijn eerst blokkade in september 1985.

## Activisme
Manser heeft veel lezingen gegeven in Zwitserland en daarbuiten, waarbij hij connecties op deed met mensen in de Europese Unie en de Verenigde Naties. Als activist bezocht hij de Amerikaanse en Afrikaanse jungles.
Nadat hij de Penan verliet keerde hij bijna jaarlijks terug om assistentie te geven en op de hoogte te blijven van de ontbossing. Vaak kwam hij de gebieden illegaal binnen via de grens met Brunei en Kalimantan, Indonesië. Nadat hij de bossen van Sarawak verliet in 1990 organiseerde hij de Voices for the Borneo Rainforests World Tour waarbij hij met Kelabit-activist Anderson Mutang Urud en twee stamleden van de Penan van Australië naar Noord-Amerika, Europa en Japan afreisde.
Na deze tour volgden nog vele andere activistische acties in de jaren '90, zo ging Manser onder andere een aantal keer in hongerstaking en deed hij grotendeels samen met Jacques Christinet diverse andere activistische acties.

## Reactie van de Maleisische overheid
De acties van Bruno Manser wekten woede op van de overheid en Manser werd een persona non grata in Maleisië. In 1986 en 1990 werd hij bijna gearresteerd. In 1990 werd Manser verklaard tot 'nummer één vijand van de staat' en waren speciale eenheden op zoek naar hem. Met een nagemaakt paspoort en een ander kapsel keerde Manser in 1990 terug naar Zwitserland om via de Zwitserse media mensen bewust te maken van de situatie in Sarawak.
De overheid van Sarawak verdedigde de ontbossing door te stellen dat de inkomsten van de houtverkoop nodig zijn om te zorgen dat de bewoners van de staat te eten hebben. De overheid beperkte de toegang van milieu-activisten, journalisten en filmmakers tot de staat. De overheid stond ook toe dat houthakbedrijven criminele bendes inhuurden om de inheemse bevolking te intimideren.

## Verdwijning
Op 15 februari 2000 ging Manser via de junglepaden van Kalimantan, Indonesië, terug naar de Penan. Hij werd hierbij vergezeld door de secretaris van het Bruno Manser Fonds, John Kuenzli, en een filmcrew. Na enige tijd lieten de filmcrew en John Kuenzli Manser achter in de jungle van Kalimantan. Hierna vervolgde Manser zijn reis samen met een andere vriend die ook de weg wist in de omgeving. Deze reis duurde twee weken en ging te voet via bergen en rivieren en per boot. Op 18 mei bereikten ze de grens van Sarawek en Kalimantan, waar ze de laatste nacht samen doorbrachten. Manser gaf een ansichtkaart mee aan zijn vriend voor zijn vriendin in Zwitserland. Volgens zijn vriend zag Manser er gezond uit toen ze hun wegen splitsten. Op de ansichtkaart schreef Manser over diarree en een gebroken rib.
Volgens John Kuenzli ging Manser 22 mei 2000 de grens van Sarawak en Kalimantan over met behulp van een lokale gids. Zijn laatst bekende communicatie was een brief aan zijn vriendin. In de brief zei Manser dat hij erg moe was terwijl hij wachtte tot de zon onderging voordat hij zijn reis over de bospaden voortzette. Manser is voor het laatst gezien met een rugtas van 30 kilogram door zijn Penanvriend Paleu en de zoon van Paleu op 25 mei 2000. Ze vergezelden Manser tot ze de Bukit Batu Lawi zagen, een 2000 meter hoge kalksteenrots in Sarawak. Manser wilde deze berg in in zijn eentje beklimmen en vroeg Paleu hem daar achter te laten. Sindsdien is er niets meer van Manser vernomen.
Er vonden diverse zoekacties plaats door o.a. het Bruno Manser Fonds, de Penanbevolking en het Zwitserse Departement van Buitenlandse Zaken, maar zonder resultaat. Wel zijn er twee lokale gidsen gevonden die met Manser zijn meegegaan door de jungles van Sarawak.

## Nasleep
Op januari 2002 organiseerden honderden Penan-stamleden een ceremonie voor Manser.
Op november 2001, 18 maanden na zijn verdwijning, kreeg hij de International Society for Human Rights prijs voor Zwitserland.
Nadat alle zoekexpedities niks opleverden is Manser doodverklaard door de rechtbank in Bazel op 10 maart 2005. Op 8 mei 2010 is er een herdenkingsdienst gehouden in Bazel omdat het tien jaar geleden was dat hij verdween. Er waren zo'n 500 mensen aanwezig bij deze dienst.
Ter gelegenheid van de 60ste verjaardag van Manser werd op 25 augustus 2014 een dwergcelspin naar hem vernoemd. Deze spin werd ontdekt tijdens een Nederlands-Zwitserse expeditie in Pulong Tau National Park, Sarawek in de jaren '90 en heet Manser: Aposphragisma brunomanseri.